# ホセ・アントニオ・ウエルガ
ホセ・アントニオ・ウエルガ・オルダス（José Antonio Huelga Ordaz、1948年3月14日 - 1974年7月4日）は、「カルタヘナの英雄 (Héroe de Cartagena)」という愛称で知られるキューバの野球選手。サンクティ・スピリトゥス州トゥイニク (Tuinicú) のメラニオ・エルナンデス (Melanio Hernández) 製糖工場で生まれた。
1964年、三塁手だった若きウエルガは、地域の学校の対抗戦でカマフアニ (Camajuaní) のチームを相手に、即席で投手を務めることとなり、これを契機に投手として輝かしい経歴を築き上げる一歩を踏み出した。
1974年7月4日、ウエルガは、マリエル (Mariel) の路上で交通事故に遭い、26歳で死去した。その栄誉を称えて、サンクティ・スピリトゥス州の野球チームのホーム・スタジアムには、ウエルガの名が冠されている。（エスタディオ・ホセ・アントニオ・ウエルガ）

## おもな成績
- 1970年の第18回IBAFワールドカップの決勝プレーオフにおいて、ウエルガは、まずバート・フートン (Burt Hooton) と先発で投げ合い、次いで翌日の試合にリリーフとして登板し、48時間の間にアメリカ合衆国代表チームから2勝を挙げたので、フィデル・カストロから（大会の開催地にちなんで）「カルタヘナの英雄」と呼ばれた[2]。この活躍によって、ウエルガはこの年のキューバを代表するスポーツ選手 (atleta del año en Cuba) に選ばれた。
- アメリカ合衆国代表チームからの3勝目は、1971年にコロンビアのカリで開催されたパンアメリカン競技大会 (Juegos Panamericanos de 1971) の際に、4対3のゲームで挙げられた。この年、キューバで開催されたワールドカップの閉幕行事として行なわれたキューバ代表対オールスター選抜の試合では、2安打のみを許す好投をみせた[2]。

- セリエ・ナシオナル・デ・ベイスボルに在籍した7シーズンの間に、通算73勝32敗、871回1/3の投球回数に対し、被本塁打9という成績を残した[3]。
- 通算防御率1.50は[3]、革命後のキューバ野球において最も優れた記録である。